# Гавриил (Красновский)
Епископ Гавриил (в миру Всеволод Витальевич Красновский; 29 сентября 1885, Москва — 18 августа 1941, Запорожье) — епископ Русской православной церкви, епископ Клинский, викарий Московской епархии.

## Биография
Из семьи священника. В 1899 году окончил Заиконоспасское духовное училище, в 1905 году — Московскую духовную семинарию, в 1911 году — юридический факультет Московского университета.
Работал в чине коллежского секретаря в отделении контроля Ведомства учреждений императрицы Марии в Москве; одновременно был причислен к Собственной Его Императорского Величества канцелярии по учреждениям императрицы Марии.
В марте 1916 года призван в армию. По окончании в октябре 1916 года Александровского военного училища (с присвоением чина подпоручика) воевал на Румынском фронте, был ранен и контужен.
В феврале 1917 года вернулся в Москву, с апреля 1918 по март 1919 года работал в Наркомате госконтроля РСФСР.
С октября 1919 года — командир взвода в школе старших инструкторов Тячевской артбригады Красной армии. C 1920 по май 1921 года — старший делопроизводитель строевого отделения Главного управления военно-учебных заведений. В мае 1921 года был демобилизован из Красной армии.
В августе 1921 года рукоположён во иерея епископом Иларионом (Троицким). Около двух лет служил в церкви вместе с отцом.
В 1923 году принял монашеский постриг. 25 августа, будучи архимандритом, избран епископом Клинским. 16 сентября 1923 года хиротонисан во епископа Клинского, викария Московской епархии. Хиротонию возглавил патриарх Тихон.
Арестован 10 декабря 1924 года по обвинению в антисоветской агитации и распространении слухов о гонениях власти на церковь; заключён в Бутырскую тюрьму. 14 марта 1925 года освобождён под подписку о невыезде из Москвы; 18 мая дело прекращено, «так как следствием вышеозначенное преступление не подтвердилось».
Арестован на краткое время в конце 1925 года.
С декабря 1925 по апрель 1927 года временно управлял Московской патриаршей областью, возглавляя Совет викариев.
Снова арестован 7 января 1926 года; обвинён в том, что «группировал вокруг себя реакционный элемент из церковников в контрреволюционных целях». 12 мая освобождён под подписку о невыезде; 8 октября 1926 года дело прекращено. Выслан в Топловский монастырь под Феодосией.
В декабре 1927 года вернулся в Москву и сразу же был выслан в село Заречье Владимирской губернии. С февраля 1928 года находился в Крыму (в Феодосии, затем в Бахчисарае).
В конце 1920-х годов отделился от заместителя патриаршего местоблюстителя митрополита Сергия (Страгородского). Поддерживал связи с митрополитом Иосифом (Петровых), ленинградскими и московскими иосифлянами.
В декабре 1931 года к нему в Крым приезжал из Москвы тайный епископ (андреевского поставления) Лазарь (Любимов).
5 апреля 1932 года арестован по делу «Московского филиала Истинно-православной церкви», этапирован в Москву. 7 июля 1932 года приговорён особым совещанием при Коллегии ОГПУ к трём годам лагерей. Наказание отбывал на Соловках.
С 1935 года проживал в городе Старый Крым, с ноября 1936 года — в Геническе (ныне Херсонской области, Украина), тайно служил.
9 апреля 1941 года арестован по обвинению в сокрытии от органов советской власти сана епископа, участии в контрреволюционной церковной организации, хранении «антисоветской» литературы и рукописей, ведении контрреволюционной пропаганды «с использованием религиозных предрассудков масс». Виновным себя не признал. Из тюрьмы Мелитополя 30 июня переведён в тюрьму города Запорожье.
Расстрелян 18 августа 1941 года по приговору Запорожского областного суда.
В 1990 году реабилитирован.